# Borghesiana

Borghesiana is een metrostation in de Italiaanse hoofdstad Rome dat wordt bediend door lijn C van de metro van Rome. Het station werd gebouwd tijdens de ombouw van de voorstadslijn Rome – Fiuggi tot premetro tussen 1996 en 2006. Het is de vervanger van het station dat in 1926 langs de Via Casilina werd geopend voor de sneltram over de voorstadslijn. Het premetrobedrijf heeft ruim 2 jaar geduurd tot het station in de zomer van 2008 werd gesloten voor de ombouw tot metro. Sinds 9 november 2014 wordt het gebruikt voor de metro.  